# Бахаи
Бахаи (бахаизм, бехаизм; араб. بهاء‎, «Баха» — «слава», «свет», «блеск», «великолепие») — монотеистическая религия, возникшая в Иране в XIX веке. Её основатель Бахаулла (1817—1892) почитается как последний в ряду «Явителей Бога», или «Богоявлений», который, помимо Бахауллы, включает Христа, Мухаммада, Будду, Заратустру, Моисея, Авраама, Кришну, Баба. Всемирный центр находится в Хайфе.
Учение бахаи основано на учениях Баба и Мирзы Хусейна Али (принявшего титул Бахаулла — Слава Божия). Главные темы: единство Бога, единство религий и единство человечества, для которого настало время объединения всех народов планеты во всемирное сообщество. Напоминая об аналогичных учениях прежних явлений Бога, Бахаулла заявляет, что существует только одна религия — «неизменная вера Божия, вечная в прошлом, вечная в грядущем».
Бахаи считают свою религию последней на сегодняшний день (но не последней в истории человечества) мировой монотеистической религией откровения, в то время как среди религиоведов её классифицируют в диапазоне от синкретического направления в исламе до нового религиозного движения и новой мировой религии. Зародившись в середине XIX века в шиитской среде, религия бахаи прошла путь к выражению универсальной внеконфессиональной духовности, вплотную приблизившись к рангу мировой религии, и сегодня её иногда называют «самой молодой мировой религией».

## Основные положения
Учение бахаи иногда рассматривают в качестве синкретической комбинации предшествующих религиозных верований. Хотя изначально религиозное течение возникло в русле шиитского ислама, сегодня большинство религиоведов считают, что вера бахаи стала самостоятельной религией, которую не следует считать культовым ответвлением, реформистским течением или сектой в рамках какой-либо другой религии, нельзя её назвать и просто философской системой. Вера бахаи имеет официальный статус в ряде структур ООН.
В 1925 году исламский суд Египта определил веру бахаи как отдельную религию, которую нельзя рассматривать как направление ислама — мусульманский суд в городе Биба рассматривал дело о заключении браков семи мужчин-бахаи с мусульманками. Поскольку вера бахаи была признана отдельной религией, «полностью независимой», со своими собственными «верованиями, принципами и законами», браки были расторгнуты.
В настоящее время также известны другие мнения на этот счёт. Так, согласно Оксфордской иллюстрированной энциклопедии всемирной истории, бахаизм — это ветвь бабизма.
Многие представители духовенства ислама в Иране подвергали последователей Баба и Бахауллы преследованиям, против чего активно выступало и продолжает выступать мировое сообщество в форме заявлений ООН, Amnesty International, Евросоюза.

### О Боге
Концепция Бога в вере бахаи строго монотеистична и трансцендентна. Согласно учению бахаи, всякие попытки познать сущность Бога бесполезны (экстремальный иррационализм), однако познание Бога в определённой ограниченной, доступной для людей степени — главная цель человеческого существования. Единственной связью между Богом и людьми бахаи считают посланников Бога (пророков, явителей, богоявления) и оставляемые ими учения.

### О религиях
Когда бахаи говорят, что все религии составляют одно целое, это не означает, что различные религиозные учения похожи друг на друга. Они верят, что существует одна вера в Бога и все посланники Бога раскрывали её сущность. Различия же в их учениях объясняются прежде всего тем, что они были явлены в соответствии с потребностями, условиями жизни и уровнем развития людей, к которым приходили эти посланники. Согласно доктрине бахаи, их учение предназначено Богом специально для современной эпохи, когда человечество вступает в стадию зрелости, и воплощает собой исполнение пророчеств разных религий; так, «для бахаи индуистского происхождения Бахаулла является новой инкарнацией Кришны. Для бахаи, являющихся выходцами из среды христиан, Бахаулла воплощает обещание Христа возвратиться „во славе Отца“, соединить всех людей, чтобы были „одна паства и один пастырь“».

### О человеке
Говоря о человеке и его предназначении, бахаи учат, что физическое тело есть форма существования людей на Земле, но изначальная сущность каждого человека — это душа, которая и отличает людей от животных. Жизнь в этом мире, по мысли Бахауллы, подобна жизни ребёнка во чреве матери: нравственные, интеллектуальные и духовные качества, которые человек с помощью Бога воспитывает в себе, будут «органами и конечностями», необходимыми для развития его души в мирах за пределами земного существования. После того, как тело умирает, душа продолжает жить. Она отправляется в путь к Богу через множество миров или плоскостей существования. Успешное духовное путешествие к Богу в традиционных терминах подобно жизни в раю. В случае неуспеха душа остаётся вдалеке от Бога, и её существование становится адом. В свою очередь, душа развивается и крепнет только через отношения человека с Богом, которые осуществляются посредством молитв, медитаций, изучения откровений пророков, моральной самодисциплины и служения человечеству в той сфере, где каждая личность может наилучшим образом реализовать свои способности. Человек считается наиболее законченным творением Бога, и самореализация человека — центральный дискурс бахаи.

## История

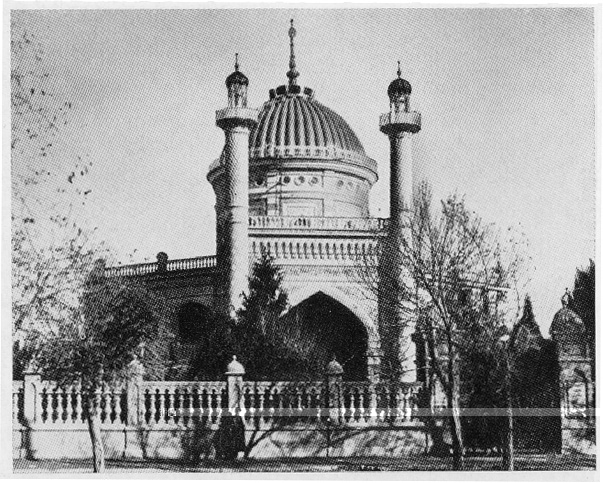
Дом Преклонения бахаи в г. Ашхабаде, Российская империя, 1912 год

Вера бахаи зародилась в середине XIX века в Персии и в настоящее время объединяет свыше 5 млн последователей в 188 странах и на 45 зависимых территориях. Это представители многих народов, народностей и племён, выходцы из разных социальных слоёв. Части священных писаний бахаизма переведены на более чем 800 языков мира.
Развитие веры бахаи, согласно классификации Шоги Эффенди, делится на несколько периодов развития. «Героический» (или «Апостольский») век длился с 1844 по 1921 год, до момента смерти Абдул-Баха; окончательно он завершился в 1932 году со смертью Бахиййе-ханум, старшей из дочерей Бахауллы. Сейчас идёт «Век становления», или «Переходная эпоха», когда строится и укрепляется основание администрации бахаи и эта вера выходит из безызвестности. Последней стадией развития веры будет «Золотой век», когда она станет основанием для всей общественной жизни людей.
В дореволюционной России имелось несколько крупных общин бахаи. Первый в мире храм бахаи был построен в начале XX века в Ашхабаде.

### Баб

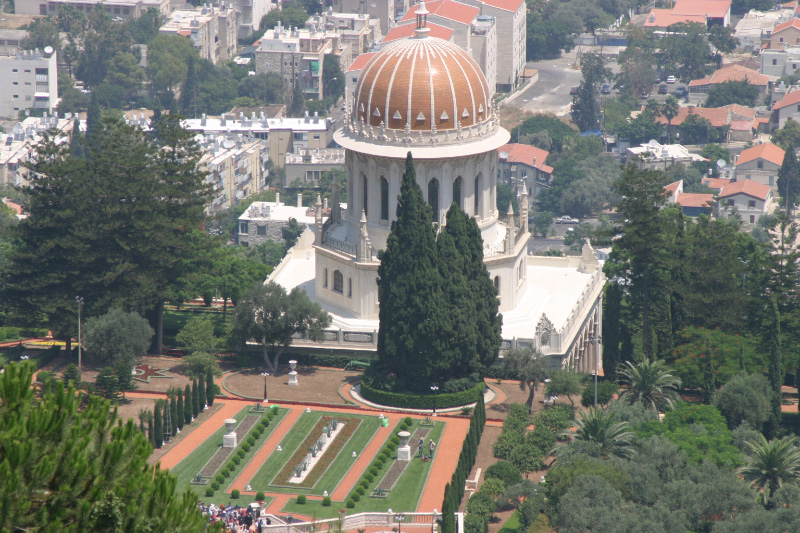
Усыпальница Баба на горе Кармель в Хайфе (Израиль)

23 мая 1844 года в персидском городе Ширазе молодой торговец сиййид Али-Мухаммад, известный под именем «Баб» (араб. врата‎), провозгласил скорое появление посланника Бога, «ожидаемого всеми народами мира». Хотя, по его словам, он сам являлся носителем божественного откровения, главной целью была провозглашена подготовка человечества к «новому Богоявлению». Исламские духовные лидеры враждебно встретили проповедь Баба и использовали своё влияние для преследования Баба и его приверженцев. Баб был арестован, заключён в тюрьму и 9 июля 1850 года расстрелян на площади в городе Тебризе.

### Статус Баба с точки зрения религии бахаи
Для последователей религии бахаи Баб является независимым Богоявлением и одновременно предшественником Бахауллы. Шоги Эффенди определяет статус Баба следующими положениями:
- Двойственный характер Откровения Баба. С одной стороны, Баб был независимым Богоявлением, с другой — позиционировал Себя как «Врата» к «Тому, Кого явит Бог» — Богоявлению, которое будет неизмеримо величественнее Него Самого.
- Главная причина величия Баба, Его первичная роль — в Его ранге самодостаточного Богоявления.
- В качестве Предтечи, Баб связан с Откровением Бахауллы. Миропорядок бахаи был порождён двойным Откровением Баба и Бахауллы. Сам момент начала Откровения Бахаи — Провозглашение Баба Мулле Хусейну 23 мая 1844 г.
- Баб дал начало новому пророческому циклу, пришедшему на смену предыдущему, адамическому. Творческая энергия, высвобожденная в час рождения Его Откровения и духовный импульс Его миссии и Его мученичества наделила человечество потенциалом, необходимым для достижения зрелости; в настоящее время эта энергия раскачивает сложившееся равновесие мирового порядка, чтобы, в конечном итоге, привести его к состоянию всемирного единства.
- Величие Баба не преуменьшается краткостью Его Откровения (Провозглашение Бахауллы состоялось спустя всего 19 лет после Провозглашения Баба) и краткостью того времени, в которое были действительными Его законы.
- Баб являлся олицетворением исполнения пророчеств всех мировых религий. Он был «Ушидар-Мах» зороастрийских писаний, возвращение Пророка Илии еврейской традиции, второе пришествие Иоанна Крестителя для христиан и «вторым бичом» Книги Откровения; Каим и Махди, ожидаемый мусульманами.
- Распространённое в своё время на Западе мнение о том, что Баб был всего лишь «вдохновенным предшественником» Бахауллы, побудило Шоги Эффенди приняться за перевод «Вестников рассвета» Набиля Заранди,— монументального исторического отчёта о личности и эпохе Баба, «чтобы дать возможность лучше понять и ближе воспринять огромное значение возвышенного статуса Баба».

### Бахаулла
Мирза Хусейн Али, уроженец области Нур, больше известный под именем Бахаулла («Слава Божья»), родился в 1817 году в аристократической семье, ведшей свой род от правящих династий времён имперского прошлого Персии и владевшей значительными богатствами и обширными землями. Отказавшись от придворных постов, положенных ему по происхождению, Бахаулла прославился своими щедростью и приветливостью, которые снискали ему любовь среди соотечественников.
Бахаулла стал одним из первых и наиболее ярких последователей Баба. Разделив судьбу многих бахаи после казни Баба, Бахаулла потерял всё своё имущество и владения, был заключён под стражу и подвергнут пыткам. В месте первой ссылки в Багдаде в 1863 году Бахаулла объявил, что он есть тот, чьё пришествие было обещано Бабом. Из Багдада Бахаулла был выслан сначала в Константинополь, затем в Адрианополь и, наконец, в Акко, куда он был доставлен в 1868 году.
В Адрианополе и в Акко Бахаулла написал ряд коллективных и индивидуальных обращений к правителям того времени, призвав их засвидетельствовать наступление Дня Божиего и признать Обетованного, предсказанного писаниями исповедуемых ими религий. Он также советовал им уладить свои разногласия, сократить вооружения и принять систему коллективной безопасности, когда агрессия против одной из стран будет немедленно остановлена вмешательством объединённых сил всех остальных государств.
Бахаулла скончался 29 мая 1892 года в местечке Бахджи, к северу от Акко, и был там похоронен. В то время его учение уже распространилось за пределы Ближнего Востока.

### Абдул-Баха
Аббас Эффенди, старший сын Бахауллы, родился 23 мая 1844 года. Вместе с другими членами семьи он сопровождал Бахауллу во всех его ссылках и тюремных заключениях. После смерти отца он взял себе имя Абдул-Баха (то есть «Слуга Баха») с целью подчеркнуть верность ему. Перед своей смертью Бахаулла назначил его единственным полномочным толкователем своего учения. Последователи веры бахаи видят в Абдул-Баха модель совершенного образа жизни бахаи.
В 1898 году, когда Абдул-Баха ещё оставался узником Османской империи, в Акко прибыли первые паломники-бахаи с Запада. После освобождения из тюрьмы в 1908 году Абдул-Баха предпринял несколько путешествий в Египет, Европу и Америку. Там он провозглашал весть Бахауллы о единстве и социальной справедливости в религиозных общинах, профсоюзах, на университетских факультетах, перед журналистами и государственными чиновниками, а также во время многочисленных общественных собраний.
Абдул-Баха скончался в 1921 году, за годы своей жизни укрепив основание веры бахаи и распространив её по всему миру.

### Шоги Эффенди
В своём завещании Абдул-Баха назначил своего внука Шоги Эффенди Раббани (1897—1957) «Хранителем веры бахаи» и толкователем учения бахаи. Шоги Эффенди работал на протяжении 36 лет до самой своей смерти в 1957 году. За эти годы он перевёл многие писания Бахауллы и Абдул-Баха на английский язык, разъяснил их смысл, ускорил становление местных и национальных институтов бахаи и осуществил множество планов, целью которых было распространение веры бахаи по всему миру.

## Социальная практика

### Символы

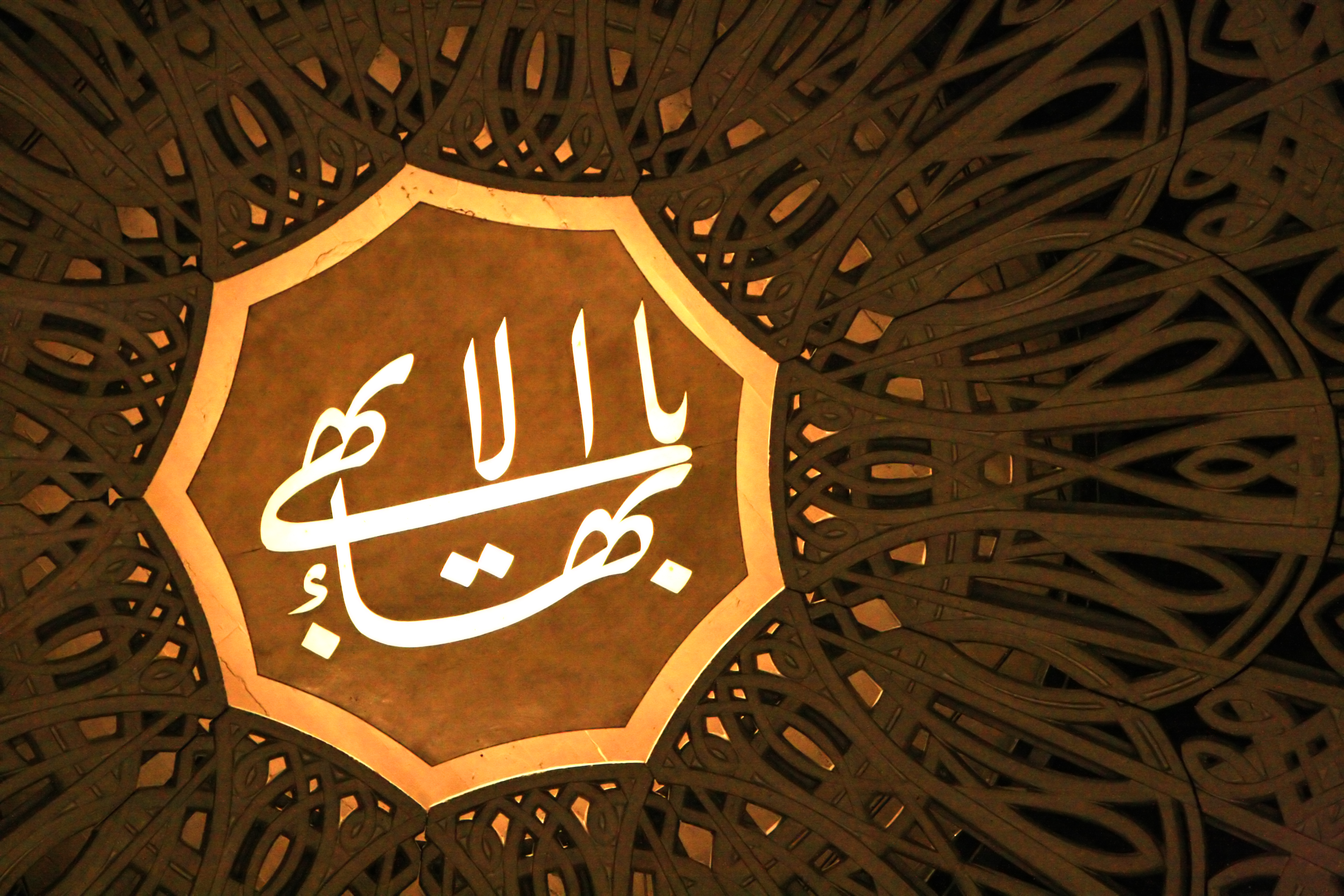
Один из символов Веры Бахаи — стилизованная девятиконечная звезда с каллиграфией «Величайшего Имени» (в центре купола храма в Уилметте)

Символ Бахаи

Общепринятыми символами веры бахаи являются девятиконечная звезда, каллиграфическое написание «Величайшего Имени» (араб. يَٰبَهَاءُ ٱلْأَبْهَى‎ йя̄-баха̄‘у ль-‘абха̄ — «О Слава Всеславного!»), а также каллиграфическое написание имени Баха (بهاء‎ — «слава»).
Символ «Баха» символизирует непрерывную связь между тремя мирами — мира людей, явителей и Бога, соединённых Святым Духом.

### Основные принципы вероучения Бахауллы
- Признание общего источника и неопровержимого единства всех основных религий мира.
- Самостоятельный поиск истины каждым верующим.
- Отказ от всех видов предрассудков (расовых, национальных, религиозных, классовых, политических).
- Признание того, что истинная религия всегда находится в гармонии с разумом и научным знанием.
- Значимость и необходимость всеобщего образования.
- Осуществление равноправия мужчин и женщин.
- Устранение крайних форм бедности и богатства.
- Установление федеральной системы мирового сообщества, основанной на принципах всеобщей безопасности и международной справедливости.
- Необходимость для каждого индивидуума следовать высоким личным моральным принципам.
- Всеобщий вспомогательный язык, например эсперанто, с помощью которого люди разных народов свободно смогут понимать друг друга[35].
- Последовательное создание новой мировой цивилизации на основе приоритета принципов духовности.
- Отказ от фанатизма.
- Отказ от азартных игр.
- Отказ от употребления алкоголя или наркотиков. За исключением предписанного врачом.

Более подробно про основные принципы вероучения Бахауллы можно прочитать здесь: Двенадцать этических принципов бахаи

### Календарь
У бахаи есть свой календарь, состоящий из 19 месяцев по 19 дней в каждом. Месяцам присвоено название атрибутов Бога, например: Баха («великолепие»), Джаляль («слава»), Джамаль («красота»), Кауль («речь»), Аля («возвышенность») и т. д.

### Молитва
У бахаи существует два типа молитв: обязательные и общие.

Существуют три ежедневные обязательные молитвы… Верующему дана свобода выбора одной из этих трёх обязательных молитв, однако он должен читать её в соответствии с теми конкретными наставлениями, которыми избранная молитва сопровождается.

### Пост
Пост бахаи соблюдается в последний месяц календаря бахаи, месяц «Алā» («возвышенность»), со 2 марта по 20 марта, и заключается в воздержании от пищи и питья с восхода до заката солнца на протяжении каждого из 19 дней этого месяца. Курильщики также должны воздерживаться от курения, поскольку арабское слово, означающее «пить», также означает и «курить». Ограничений на сексуальные отношения не накладывается.

### Питание
Никаких ограничений на состав пищи не накладывается (не считая запрета на алкоголь). Поощряется простота в еде; вегетарианство приветствуется, но не является обязательным. Курение табака считается вредной привычкой, но не запрещено, поскольку, в отличие от алкоголя, опиума и т. п., не оказывает влияния на разум.

### Сексуальные отношения
Сексуальные отношения в рамках законного брака не считаются в вере бахаи предосудительными или негигиеничными. В частности, Бахаулла особо упомянул, что отменяет представление о ритуальной нечистоте мужского семени, бытовавшее среди последователей некоторых религий. Однако внебрачные отношения строго осуждаются, предписывается целомудрие. Брак считается священным институтом; бахаи могут вступать в брак с представителем любой религии или неверующим. Брак заключается только между мужчиной и женщиной, однополые отношения запрещены. Развод возможен, но не одобряется, и желающие развестись должны выдержать «год терпения», в течение которого обязаны жить раздельно, но предпринимать усилия к примирению.

### Приветствие
Бахаи приветствуют друг друга словами «Аллаху Абха» (اَللَّٰهُ أَبْهَى‎ «Бог Преславен»). В вере Баби использовалось приветствие «Аллаху Акбар» (اَللَّٰهُ أَكْبَرُ‎ «Бог Величайший»). Бахаулла изменил это приветствие во время пребывания в Адрианополе с 1863 по 1868 год. По словам Шоги Эффенди:

…Старое приветствие «Аллаху Акбар» было заменено новым «Аллаху Абха», которое было одновременно принято в Персии и Адрианополе, причём первым, кто по совету Набиля стал употреблять его в Персии, был мулла Мухаммад Фуруги, один из защитников форта шайха Табарси. Это произошло в тот период, когда выражение «люди Байана», обозначавшее последователей мирзы Яхьи, было упразднено, и на смену ему пришло обозначение «люди Баха».

### Социально-экономические проекты
Бахаи активно вовлечены в проекты социально-экономического развития в разных странах. Из российских проектов можно упомянуть проект ЗИПоПо, который активно развивался в Казани, Улан-Удэ и ещё нескольких городах, а также широко распространился за рубежом (к 2009 г. было подготовлено около 2000 ведущих в 64 странах).

## Администрация

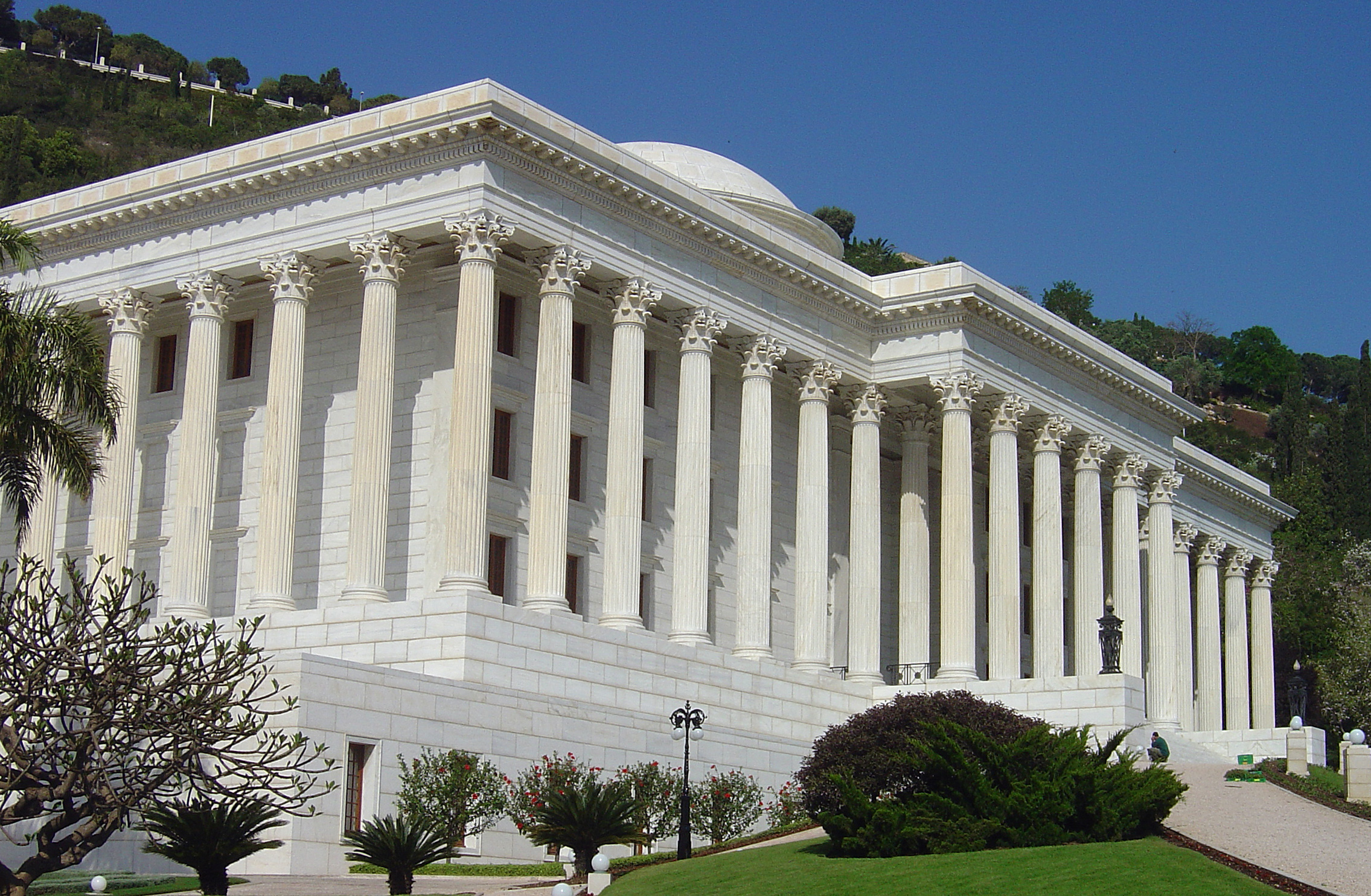
Здание Всемирного дома справедливости в Хайфе (Израиль)

В своей книге законов Китаб-и-Агдас Бахаулла предписал, что в каждом городе должен быть создан так называемый «Дом справедливости» — коллегиальный выборный орган из девяти или более человек, управляющий всеми делами общины. Такие же «Дома справедливости» должны функционировать на национальном уровне, а на всемирном уровне должен быть избран Всемирный дом справедливости, который бахаи считают непогрешимым органом.
В своём завещании Бахаулла назначил своего старшего сына Аббаса Эффенди (Абдул-Баха) толкователем писаний бахаи. Абдул-Баха, в свою очередь, назначил своего старшего внука Шоги Эффенди «Хранителем веры», с тем же самым правом единоличного толкования писаний. Шоги Эффенди никого не назначил своим преемником, но сделал все возможное для подготовки избрания первого состава Всемирного дома справедливости.

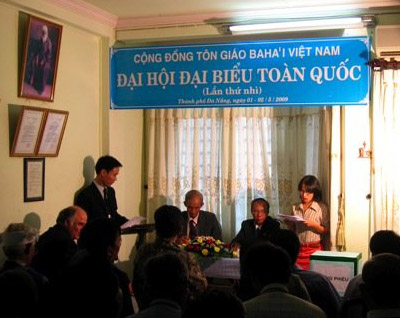
Конгресс религиозных общин бахаи во Вьетнаме, 2009 год

К 1963 году община бахаи стала достаточно велика, чтобы, наконец, можно было избрать представительный Всемирный дом справедливости. В первых выборах принимали участие 56 Национальных духовных собраний (прообразов национальных домов справедливости). Всемирный дом справедливости переизбирается каждые пять лет, национальные и местные духовные собрания — каждый год. Таким образом, с 1963 года делами мирового сообщества бахаи руководят только выборные органы.
У бахаи нет священников, каждый верующий постигает истину самостоятельно. Образ жизни бахаи включает ежедневные молитвы, участие в мероприятиях совместно с людьми различных национальностей и социального положения, отказ от алкоголя и наркотиков, святость брака. Раз в год, со 2 по 20 марта, бахаи соблюдают пост, воздерживаясь от приёма пищи и питья от восхода солнца до заката. Всякая работа, выполняемая в духе служения человечеству, рассматривается как богослужение.

### Национальные и местные духовные собрания
Ежегодно в мире бахаи избираются 182 национальных духовных собрания (с 2001 года число неизменно). Духовных собраний (ни местных, ни национального) нет в Иране, где бахаи по-прежнему подвергаются преследованиям. Существует более 13 тыс. местных духовных собраний (органы самоуправления общины уровня отдельного населённого пункта (регионального значения); данные за 2005 год).

## Святыни и храмы

### Всемирный центр бахаи

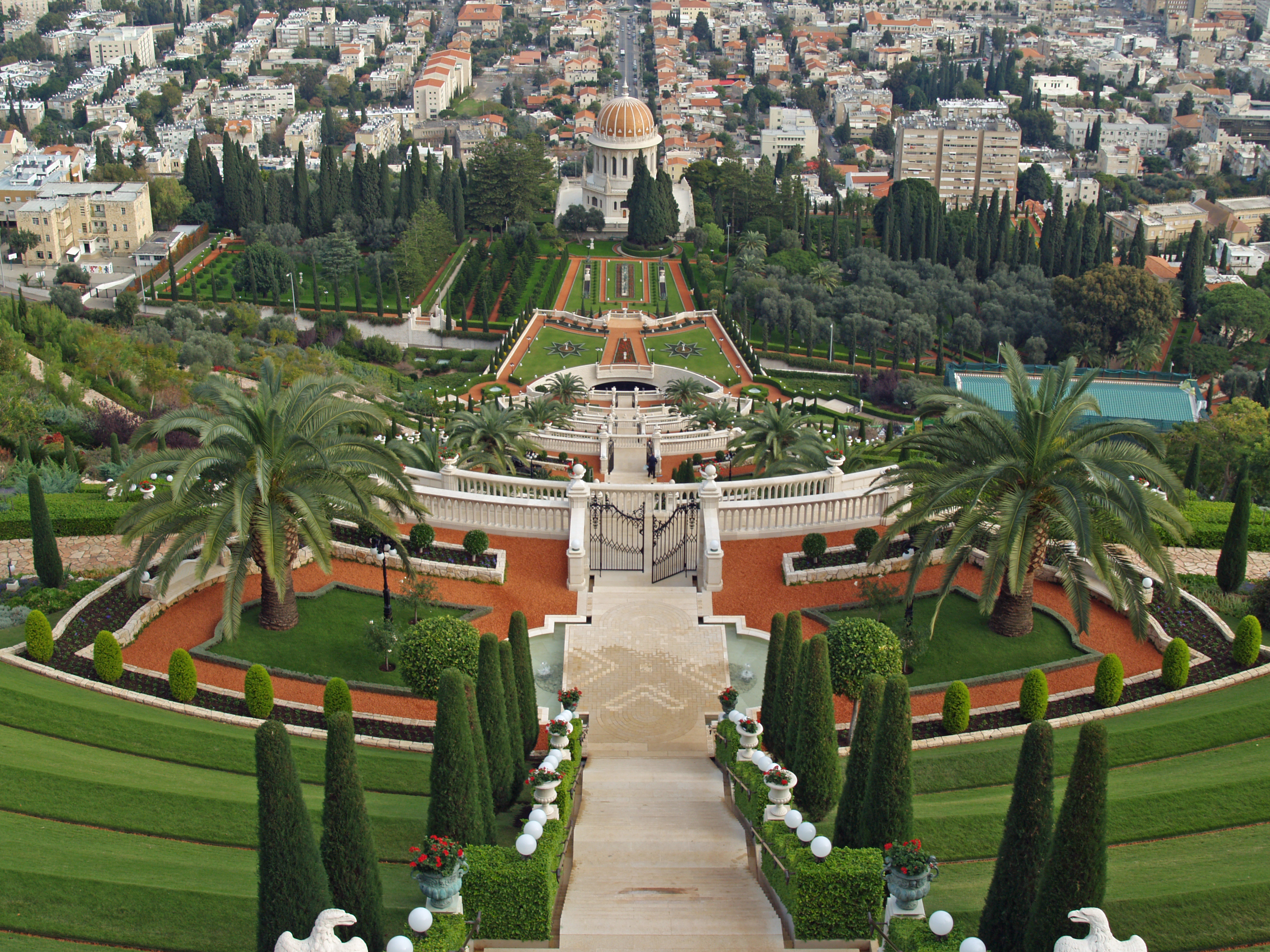
Сады бахаи в Храме Баба в Хайфе

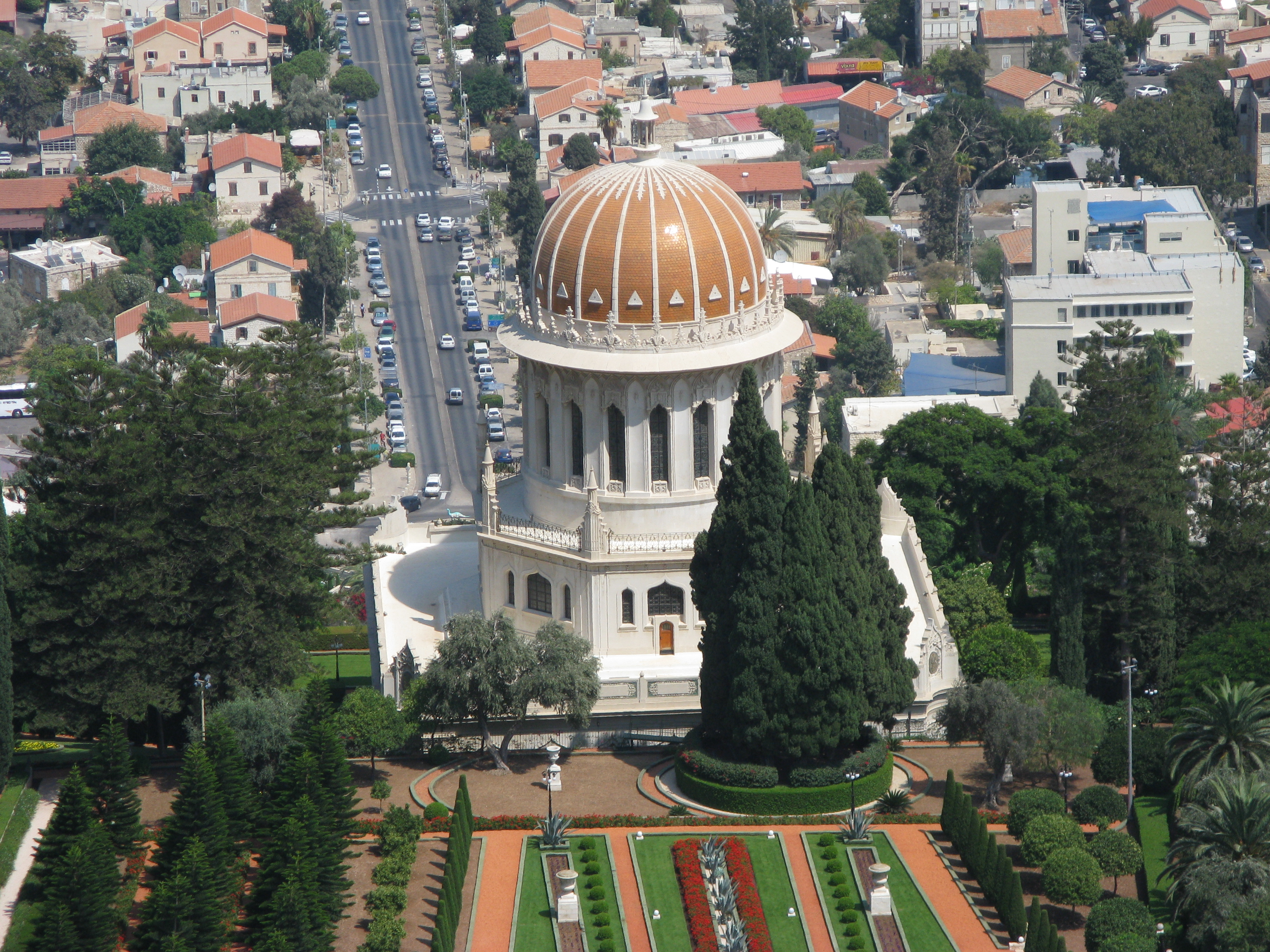
Монументальная усыпальница Баба в Хайфе

Всемирный административный и духовный центр религии бахаи находится на севере Израиля. Он является также местом паломничества бахаи со всего мира. В городе Хайфа на склонах горы Кармель располагаются так называемые «сады бахаи», включающие Усыпальницу Баба, которую жители называют «Храмом Бахаи», и обрамляющие её террасы, а также комплекс административных зданий, образующих дугу: здание Международного центра обучения, резиденция Всемирного дома справедливости, Центр изучения текстов и Международный архив. Другие святыни, связанные с жизнью Бахауллы, расположены в городе Акко и его окрестностях, включая самое святое для бахаи место — Усыпальницу Бахауллы в Бахджи.
8 июля 2008 года комитет всемирного наследия ЮНЕСКО внёс Всемирный центр бахаи в реестр Всемирного наследия. Таким образом, сады бахаи в Хайфе и Бахджи стали первыми достопримечательностями в реестре ЮНЕСКО, которые связаны с религиозными традициями, возникшими в современный период истории.

### Дома поклонения — храмы бахаи

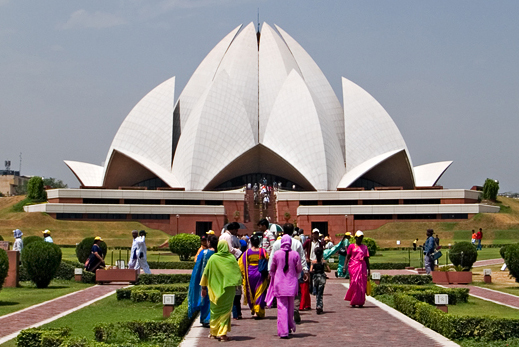
Известный в Индии как «Храм Лотоса», этот Дом поклонения Бахаи ежегодно привлекает в среднем 4 млн посетителей

Свои храмы бахаи называют «Дома поклонения», или Машрик-уль-Азкар (араб. «Место восхода хвалы Божьей»). Бахаулла повелел, чтобы в каждой местности, где проживают бахаи, был возведён храм с девятью входами и одним куполом, символизирующим единство религий.
Первый Дом поклонения бахаи был сооружён в 1908 в Ашхабаде по проекту российского архитектора Волкова (серьёзно повреждён землетрясением в 1948 и снесён в 1963). В настоящее время действует 8 Домов поклонения бахаи, называемых «Материнскими храмами» на каждом континенте или части света: в Индии (Азия), Австралии, США (Северная Америка), Германии (Европа), Панаме (Центральная Америка), Уганде (Африка), Государстве Самоа (Океания) и Чили (Южная Америка).
Некоторые из храмов бахаи получили широкое публичное признание. Так, «Материнский храм» бахаи в Северной Америке назван одним из семи чудес штата Иллинойс, а Храм Лотоса в Нью-Дели получил целый ряд престижных архитектурных наград.

## Завет бахаи
В учении бахаи говорится о «Большом Завете», который считается универсальным и бесконечным, и «Малом Завете», уникальном для каждого религиозного Откровения. Малый Завет рассматривается как соглашение между посланником Бога и его последователями и включает в себя социальные практики и передачу полномочий в религии. Бахаи рассматривают откровение Бахауллы как обязательный малый завет для его последователей; в писаниях бахаи твёрдость в завете считается добродетелью, к которой нужно стремиться. Большой Завет рассматривается как более длительное соглашение между Богом и человечеством, когда ожидается, что явитель Бога приходит к человечеству примерно каждую тысячу лет, во времена смуты и неопределённости. Единство — это основной принцип учения религии, бахаи следуют администрации, которая, по их мнению, предопределена Богом, и поэтому рассматривают попытки создать ответвления и разделение как усилия, противоречащие учению Бахауллы. Некоторые группы появились в результе несогласия по поводу вопроса преемственности власти, при этом любые ответвления бахаи имели относительно небольшой успех и не смогли привлечь значительное количество последователей. Последователи таких групп считаются нарушителями Завета и не являются членами веры Бахаи.

## Вера бахаи в Иране
Власти Ирана во все периоды относили бахаи к категории «незащищённых неверных», у которых нет никаких прав, несмотря на то, что это самое крупное религиозное меньшинство Ирана, численность которого (350 тыс. человек) существенно превышает численность всех остальных религиозных меньшинств страны, вместе взятых.
После Исламской революции 1979 года бахаи подвергаются преследованиям по причине своей религиозной принадлежности. Более двухсот бахаи были убиты, сотни брошены в тюрьмы и тысячи лишились работы, имущества и возможности получать образование. В 1983 года все организации бахаи были запрещены; этот запрет действует до сих пор.
В конце сентября 1998 года стало известно об арестах в разных городах страны свыше 36 преподавателей и сотрудников Института высшего образования бахаи (ИВОБ), учреждённого, чтобы дать молодёжи бахаи возможность альтернативного образования; имущество и оборудование ИВОБ было конфисковано.
19 декабря 2001 года Генеральная Ассамблея ООН одобрила резолюцию, которая призывает Исламскую Республику Иран «прекратить все формы дискриминации по религиозному признаку» и требует, чтобы иранское правительство полностью выполнило предыдущие рекомендации ООН, гласящие, что бахаи должны получить полную свободу практиковать свою религию.
Осенью 2022 года в Иране были арестованы 12 представителей общины. Их обвинили в шпионаже в пользу Израиля. Иранская разведка заявила, что два лидера «бахайской сионистской организации» прошли подготовку во Всемирном доме правосудия в Хайфе «под руководством сионистов» и сформировали шпионскую ячейку в иранской провинции Мазендаран.

## Численность последователей
Ежегодник Британской энциклопедии за 1998 год называет цифру 6,67 млн, однако бахаи считают, что на тот момент она была значительно завышена, предпочитая говорить, что их было около 5 млн. Также указывается[где?], что прирост последователей сегодня[когда?] составляет 5,5 % в год по всему миру.
В России общее количество бахаи на конец 2004 года равняется 3676. На Украине с августа 2005 года чуть больше 600 бахаи. В Беларуси в 2015 г. насчитывалось около 300 бахаи.
Международная община бахаи признана ООН в качестве неправительственной организации с консультационным статусом. Она аккредитована при Экономическом и социальном совете ООН и Международной организации помощи детям ЮНИСЕФ и сотрудничает с данными организациями по многим направлениям.

## Бахаи в России
Когда в Туркестане была установлена российская администрация, там, начиная с 1882 года, стали селиться первые бахаи — беженцы из Ирана. Через некоторое время Ашхабад стал настоящим прибежищем для бахаи. До революции 1917 года на территории Российской Империи общины бахаи существовали по крайней мере в четырнадцати городах, в том числе в Ашхабаде, Баку, Бухаре, Москве, Ташкенте и Тбилиси, однако все они были уничтожены в советское время.
Вера бахаи снова появилась в России в 1990 году. В настоящее время в Российской Федерации существует 43 местных духовных собрания. Общее количество населённых пунктов, где проживают бахаи, достигло к началу 2004 года 424. Централизованная религиозная организация «Община последователей веры бахаи в России» (Москва) зарегистрирована в Министерстве юстиции под номером 218.
С 1991 года местные общины бахаи начали появляться в крупных городах СНГ. В 1994 году в Казахстане прошло Национальное духовное собрание бахаи Казахстана, которое в том же году было зарегистрировано и перерегистрировано в 1997 году В Азербайджане в 2004 году было официально зарегистрировано Национальное Духовное Собрание Бахаи.

## Упоминания бахаи в русской культуре
- Александр Городницкий, Песня «Бахайский храм»
- Пьесы Изабеллы Гриневской